# 柳南街道
柳南街道，是中华人民共和国广西壮族自治区柳州市柳南区下辖的一个乡镇级行政单位。

## 行政区划
柳南街道下辖以下地区：
华丰社区、飞鹅社区、红光社区、菜园屯社区、河南新村社区和南天社区。